# Wimpelnachtzwaluw
De wimpelnachtzwaluw (Caprimulgus vexillarius) is een vogel uit de familie van de nachtzwaluwen (Caprimulgidae).

## Beschrijving
De wimpelnachtzwaluw is 30 cm lang. Deze nachtzwaluw heet zo omdat bij het volwassen mannetje een paar van de handpennen in de vleugel heel lang zijn, tot wel twee maal de totale lengte van de vogel. Deze sierveren zijn grotendeels wit met wat bruine tinten aan de buitenzijde van de veer. Van boven heeft de vogel de voor nachtzwaluwen gebruikelijke warmbruine kleuren. Opvallend aan deze soort is zijn groot formaat en een lichte buik.

## Verspreiding en leefgebied
De broedgebieden van de wimpelnachtzwaluw liggen in Centraal-Afrika tot in Zambia. In de winter trekken zuidelijke populaties soms naar het noorden tot in Zuid-Soedan. Het is een algemene vogel van bebost gebied, vaak in rotsig heuvelland.

## Status
De wimpelnachtzwaluw heeft een groot verspreidingsgebied en daardoor is de kans op uitsterven gering. De grootte van de populatie is niet gekwantificeerd. Er is geen aanleiding te veronderstellen dat de soort in aantal achteruit gaat. Om deze redenen staat deze nachtzwaluw als niet bedreigd op de Rode Lijst van de IUCN.

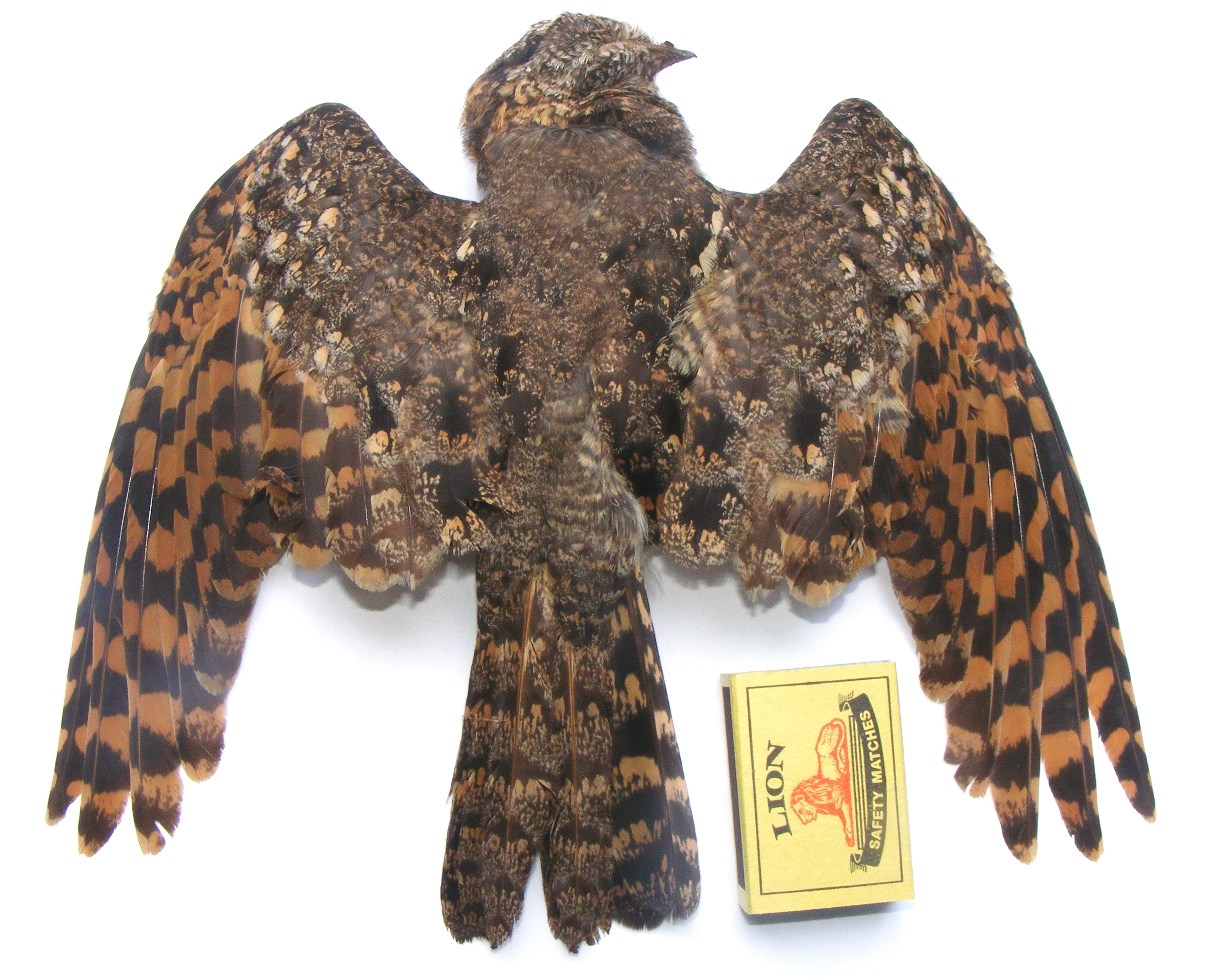
Verzameld exemplaar (vrouwtje)
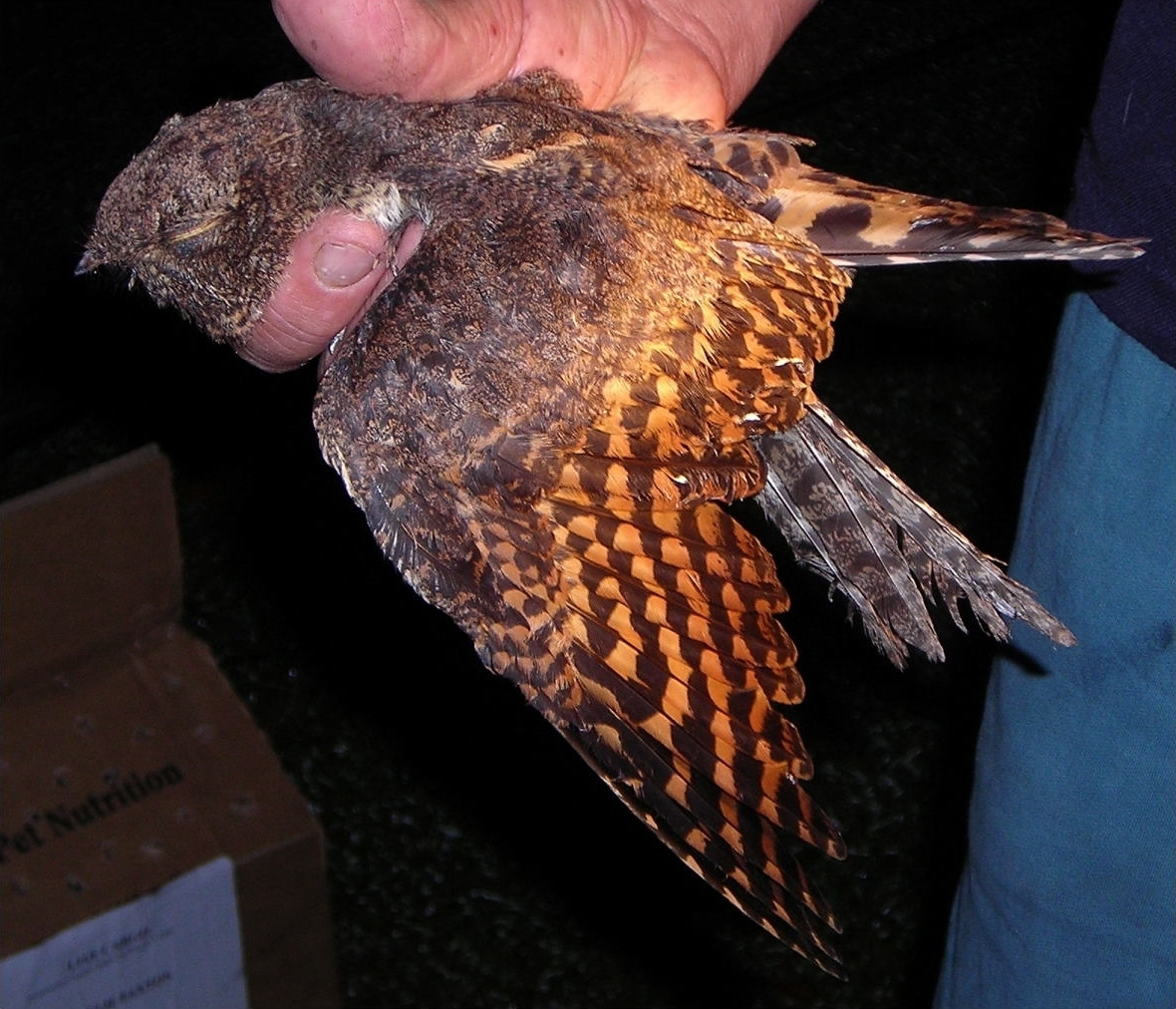
Jong mannetje